# Alfred Werner
Alfred Werner (Mulhouse, 12 december 1866 – Zürich, 15 november 1919) was een Zwitsers scheikundige die hoogleraar was aan de Universiteit Zürich. Hij won de Nobelprijs voor Scheikunde in 1913 voor zijn idee en ontwikkelingen in verband met de moleculaire opbouw van overgangsmetaalcomplexen. Werner ontwikkelde de basis voor de moderne coördinatiechemie. Hij ontdekte ook hexol, een kobaltbevattende synthetische verbinding en tevens de eerste niet-koolstofbevattende chirale verbinding.

## Biografie
Werner was de zoon van de fabrieksvoorman Jean-Adam Werner en diens echtgenote Salomé Jeanette (Jeanne) Tesché. De Elzas was Frans grondgebied toen Werner er werd geboren maar werd door Duitsland geannexeerd tijdens de Frans-Duitse Oorlog. Hoewel de Werner familie een sterke patriottische band had met Frankrijk en er thuis Frans werd gesproken begon Alfred zijn opleiding op Duitse scholen. Van jongs af aan was hij geïnteresseerd in de scheikunde en op zijn achttiende voerde hij zijn eerste onafhankelijk scheikundig onderzoek uit.
Hij ging naar Zwitserland waar hij scheikunde studeerde aan de Eidgenössische Polytechnikum (ETH) te Zürich en in 1890 promoveerde op het proefschrift getiteld "Über raumliche Anordnung der Atome in stickstoffhaltigen Verbindungen". Hierin toonde hij aan dat stikstofverbindingen een ruimtelijke rangschikking kunnen aannemen vergelijkbaar met koolstofverbindingen. Gedurende zijn studie werd hij sterk beïnvloed door Arthur Hantzsch. Na een postdoctorale studie in Parijs met Marcellin Berthelot keerde hij in 1892 terug naar de ETH. Daar schreef hij zijn habilitatie getiteld "Beiträge zur Theorie der Affinität und Valenz", een schrijven over de aantrekkingskrachten die koolstofatomen bijeenhouden. Hierin stelde Werner voor een onderscheid te maken tussen de primaire en secondaire valentie van een metaal. De primaire valentie was betrokken bij bindingsionen terwijl de secondaire valentie niet alleen van toepassing is op atomen, maar ook op moleculen die een onafhankelijk bestaan kunnen hebben. Na het behalen van zijn habilitatie werd hij privaatdocent aan de ETH.
In 1893 stapte hij over naar de universiteit Zürich, waar hij in 1895 – slechts 29 jaar oud – hoogleraar werd. Hoewel hij aanstellingen aangeboden kreeg uit Wenen, Bazel en Würzburg bleef hij zijn gehele leven verbonden aan deze universiteit. In hetzelfde jaar dat hij de Zwitserse nationaliteit verkreeg, 1894, trad hij in huwelijk met Emma Giesker. Samen kregen ze een zoon, Albert, en een dochter, Charlotte. Hij overleed in 1919 op ruim 52-jarige leeftijd te Zürich.
Voordat Werner hoogleraar werd publiceerde hij in Zeitschrift für anorganische Chemie zijn belangrijkste artikel: "Beiträge zur Konstitution anorganischer Verbindungen". Hierin stelde hij het idee voor dat atomen en moleculen gegroepeerd kunnen worden rond een centrale atoom door middel van eenvoudige geometrische principes. Dit idee bleek enorm succesvol te zijn in het verklaren van de eigenschappen van waargenomen verbindingen en in het voorspellen van (destijds nog) onbekende verbindingen.